# Alpeïta
L'alpeïta és un mineral de la classe dels silicats, que pertany al grup de l'ardennita.

## Característiques
L'alpeïta és un sorosilicat de fórmula química Ca₄Mn₂3+Al₂(Mn3+Mg)(SiO₄)₂(Si₃O10)(V5+O₄)(OH)₆. Va ser aprovada com a espècie vàlida per l'Associació Mineralògica Internacional l'any 2016. Cristal·litza en el sistema ortoròmbic. Es tracta de l'anàleg amb Ca(Mn3+
2Al₂)-Mn3+ de l'ardennita-(V). L'exemplar que va servir per a determinar l'espècie, el que es coneix com a material tipus, es troba conservat a les col·leccions mineralògiques del Museu d'Història Natural del Comtat de Los Angeles, a Califòrnia (Estats Units), amb el número de catàleg 66288.

## Formació i jaciments
Va ser descoberta a la mina Monte Alpe, situada a les localitats de Castiglione Chiavarese i Maissana, a les províncies de Gènova i La Spezia, a Ligúria (Itàlia). També a la província de Gènova ha estat descrita a la mina Cassagna, a Ne, a la vall de Graveglia. Es tracta dels únics indrets on ha estat trobada aquesta espècie mineral.